# Opus incertum
Opus incertum je latinski naziv za staru građevinsku tehniku kod koje se zid podiže na način da se oba lica zida podižu od poligonalnih, priklesanih kamenih blokova koji se međusobno vežu mortom ili rimskim betonom (opus caementicium), i jedan od ta dva materijala uz manje kamenje, čini i ispunu zidne mase.

## O tehnici
Vitruvije o toj tehnici piše: „Kod nepravilnog zidanja (opus incertum) lomljeno kamenje sjedi jedno na drugo i međusobno se zahvaća. 
Takvo zidanje nije lijepo, ali je čvršće od mrežastog (opus reticulatum). 
Za oba oblika treba upotrebljavati vrlo malo kamenje da bi zidovi dobili dosta vapna i pijeska i duže se održavali. 
Kad je kamenje meko i porozno, zid se osuši, jer kamen izvuče iz njega vlagu iz maltera. 
Ako prevlada i pretegne obilje vapna i pijeska, to se zid, zato što ima dosta vlage, ne će brzo osušiti, nego se dobro drži. 
Čim pore u kamenu iz maltera upiju vlagu, to se i vapno od pijeska odijeli i otpadne; onda i kamenju popuste veze pa se s vremenom zidovi ruše. 
To također možemo vidjeti na nekim spomenicima oko Rima, koji su građeni od mramora ili klesana kamena i unutra po sredini ispunjeni takvim građevnim materijalom. …“
U tehnici se rabi neklesano kamenje nepravilna oblika ili blokovi tufa veličine šake koje se umeće u jezgru rimskog betona (opus caementicium).
Opus incertum se od poligonalnog zidanja razlikuje prvenstveno po tome što se kod njega koristi vezivo (mort, opus caementicium), dok se kod poligonalnog zidanja zidovi dižu „u suho“, tj. bez vezivnog sredstva.
Osim toga, kod poligonalnog zidanja kameni blokovi korišteni u gradnji su u pravilu veći i bolje obrađeni, jer zbog izostanka vezivnog materijala moraju bolje nalijegati jedan na drugoga.
Opus incertum se u različitim inačicama često koristi i danas, ali se podizanje zidova tom tehnikom danas kao vezivo uglavnom koristi suvremeni beton s portland cementom, a ne više mort, ni opus caementicium.